# Peddakūrapādu
Peddakūrapādu är en ort i Indien.   Den ligger i distriktet Guntūr och delstaten Andhra Pradesh, i den södra delen av landet, 1 400 km söder om huvudstaden New Delhi. Peddakūrapādu ligger 53 meter över havet och antalet invånare är 13 014.
Terrängen runt Peddakūrapādu är platt. Runt Peddakūrapādu är det tätbefolkat, med 331 invånare per kvadratkilometer. Närmaste större samhälle är Sattenapalle, 14,0 km sydväst om Peddakūrapādu. Trakten runt Peddakūrapādu består till största delen av jordbruksmark.